# Hohenbuehelia mastrucata

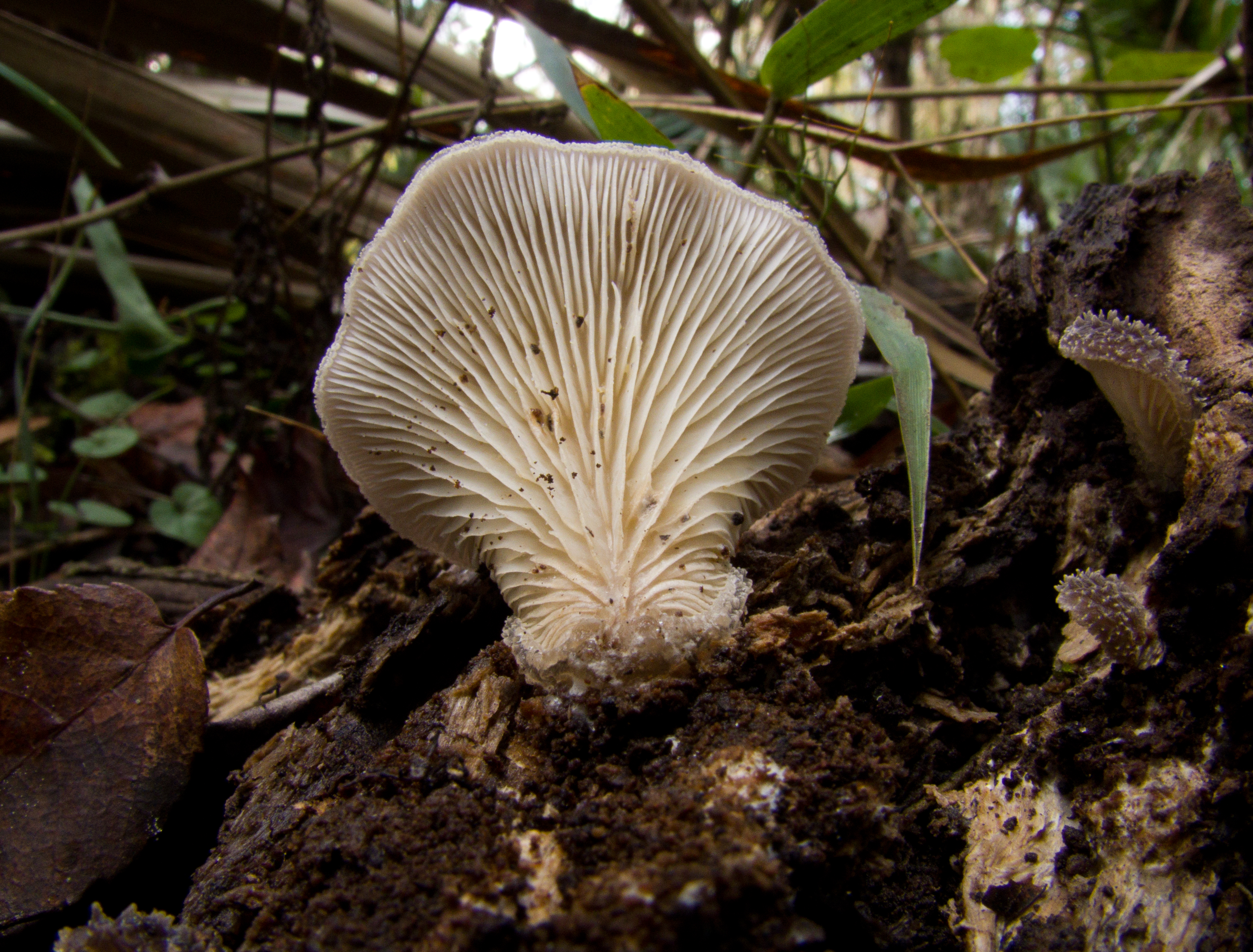

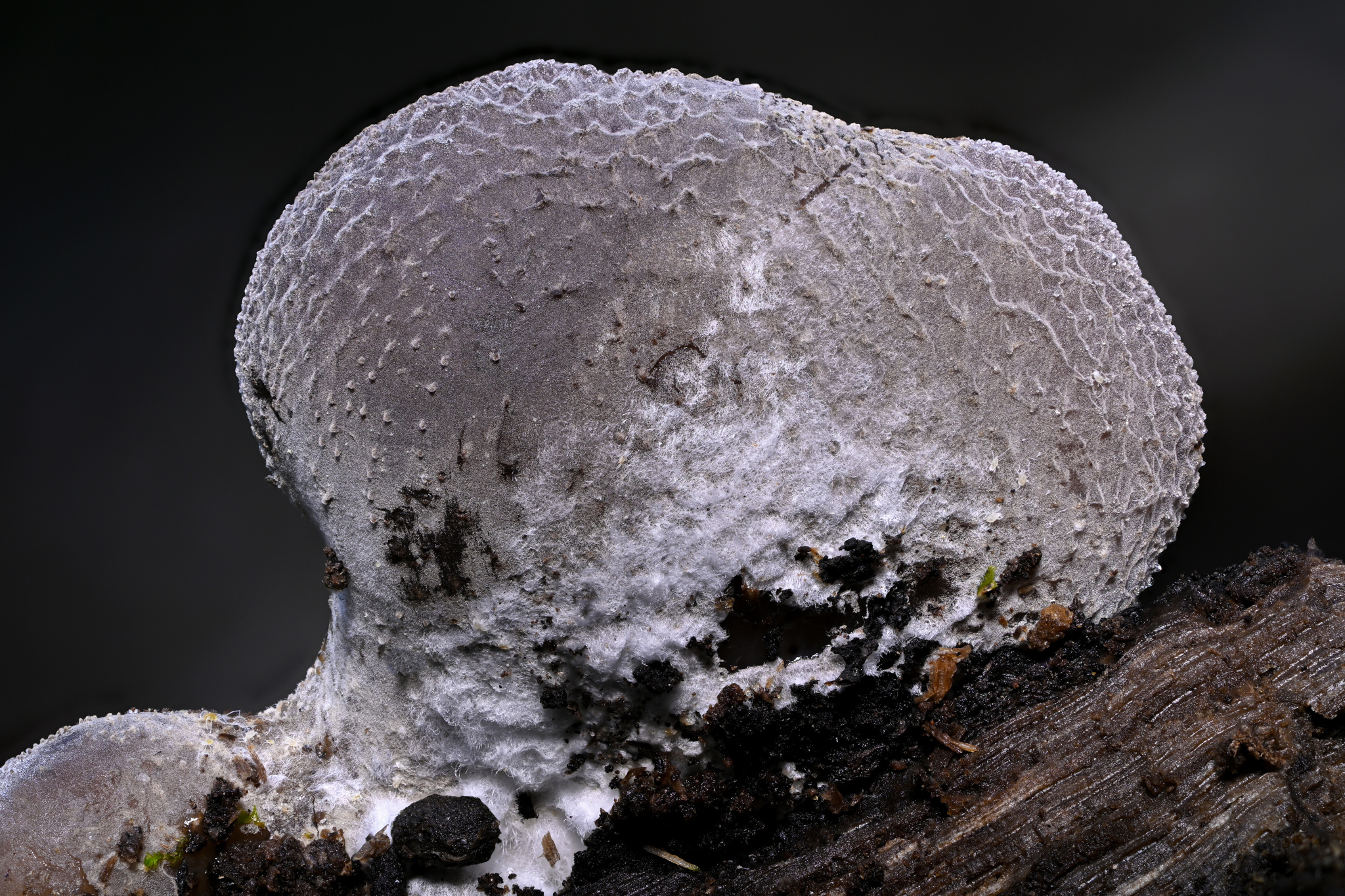

Hohenbuehelia cyphelliformis (Fr.) Singer – gatunek grzybów z rodziny boczniakowatych (Pleurotaceae).

## Systematyka i nazewnictwo
Pozycja w klasyfikacji według Index Fungorum: Hohenbuehelia, Pleurotaceae, Agaricales, Agaricomycetidae, Agaricomycetes, Agaricomycotina, Basidiomycota, Fungi.
Po raz pierwszy takson ten opisał w 1818 r. Elias Fries, nadając mu nazwę Agaricus mastrucatus. Obecną nazwę nadał mu w 1951 r. Rolf Singer, przenosząc go do rodzaju Hohenbuehelia. Ma 9 synonimów. Niektóre z nich:
- Acanthocystis mastrucata (Fr.) Konrad & Maubl. 1949
- Geopetalum mastrucatum (Fr.) Kühner & Romagn. 1953

## Morfologia
Grzyb cyfelloidalny, siedzący, bez trzonu.
Kapelusz
Średnica 2–7 cm, kształt początkowo wypukły z podwiniętym marginesem, potem przechodzący w płaskowypukły lub płaski, w zarysie półkolisty do nerkowatego, o gumowatej konsystencji. Powierzchnia ciemnobrązowoszara lub niebieskawoszara, przechodząca w szarawą, pokryta grubymi, galaretowatymi kolcami o tępych końcach.
Blaszki
Gęste lub średnio gęste, biegnące od miejsca przyczepu do brzegu, o barwie od białej do jasnoszarej.
Miąższ
Gumowaty, o barwie od białej do jasnoszarej, o mącznym zapachu lub bez zapachu i nico nieprzyjemnym, słabym smaku.
Cechy mikroskopowe
Zarodniki 7–9 × 4–5,5 µm, elipsoidalne, gładkie, w odczynnilu Melzera nieamyloidalne. Cheilocystydy maczugowate, o wymiarach do 45 × 7µm. Pleurocystydy typu metuloidy, liczne, lancetowate, do 100 × 20 µm, o bardzo grubych ścianach i inkrustowanych wierzchołkach. Skórka zbudowana z cienkiej warstwy strzępek nad grubą strefą zżelatynizowanych strzępek. Na strzępkach obecne sprzążki.

## Występowanie i siedlisko
We wschodniej części Ameryki Północnej jest szeroko rozprzestrzeniony, ale rzadki. Brak tego gatunku w opracowanym w 2003 r. przez Władysława Wojewodę wykazie wielkoowocnikowych grzybów podstawkowych Polski, ale podano jego stanowiska w późniejszych latach. Aktualne stanowiska podaje także internetowy atlas grzybów. Znajduje się w nim na liście gatunków zagrożonych i wartych objęcia ochroną.
Nadrzewny grzyb saprotroficzny. Rozwija się na martwym drewnie drzew liściastych, zwłaszcza klonów. Owocniki pojawiają się pojedynczo lub w gęstych kępkach od lata do jesieni. Podobnie jak inne gatunki bocznianek jest grzybem nicieniobójczym. Jej grzybnia aktywnie łapie nicienie i trawi je.